# Emma Wiesner
Emma Wiesner (ur. 11 listopada 1992 w Västerås) – szwedzka polityk, posłanka do Parlamentu Europejskiego IX i X kadencji.

## Życiorys
Ukończyła studia na Uniwersytecie w Uppsali, specjalizując się w zakresie energetyki. Pracowała m.in. jako analityk rynków energii w firmie konsultingowej Sweco.
Zaangażowała się w działalność polityczną w ramach Partii Centrum. W wyborach w 2019 kandydowała do Europarlamentu. Mandat posłanki IX kadencji objęła w lutym 2021. Z powodzeniem ubiegała się o reelekcję w 2024.